# Concettismo

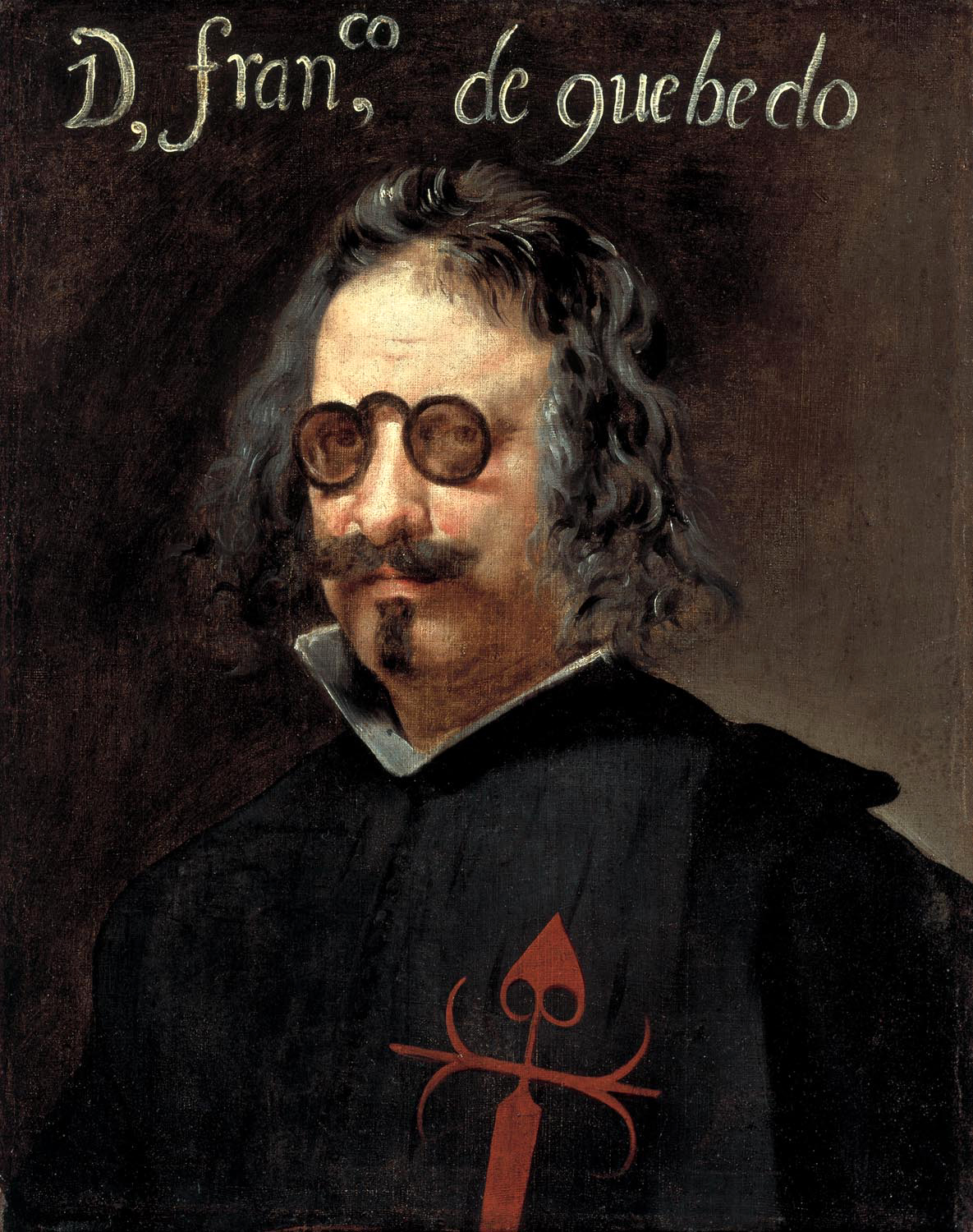
Quevedo, principale rappresentante del concettismo.

Il concettismo, o conceptismo in spagnolo, è uno stile letterario caratteristico della letteratura barocca spagnola della fine del XVI secolo al XVII secolo, del quale Alonso de Ledesma fu l'iniziatore. Dalla Spagna il concettismo si diffuse rapidamente in tutta Europa.

## Storia
Il Seicento vede moltiplicarsi i trattati sul concettismo, ossia sulle acutezze o pensieri ricercati, sottili e ingegnosi. «È indubbio che il capolavoro di questa trattatistica fu Il cannocchiale aristotelico (1654) di Emanuele Tesauro, ma occorre anche ricordare che esso fu anticipato dall'opera di Matteo Peregrini, Delle acutezze (1639), nella quale i concetti che circolavano in molta parte dell'Europa — come quelli di arte frutto di ingegno, di stile arricchito dalle argutezze e di predominio del linguaggio metaforico nella scrittura letteraria — trovavano una sistemazione moderata.»
Lo scrittore gesuita Gracián ha teorizzato, in l'Agudeza y arte del ingenio (Acutezza e arte dell'ingegno, 1647), questo misticismo del pensiero, caratterizzato da un ritmo rapido, un vocabolario semplice, diretto da metafore piene d'ingegno e di giochi di parole, il cui principale rappresentante fu il poeta Quevedo.
Opposto ad un altro stile letterario del barocco spagnolo, il cultismo (culteranismo o culteranesimo), il concettismo mira ad allontanare la lingua posta al servizio di un ragionamento rigoroso e di un pensiero sottile ed estremamente ingegnoso. Si tratta, essenzialmente, di stabilire elegantemente e nella maniera più condensata possibile i rapporti inattesi tra gli oggetti, considerando «ciò che la bellezza è per gli occhi, l'armonia per l'udito, il concetto per l'intelligenza» 
Laconico e sentenzioso, lo stile concettista si caratterizza per la concisione dell'espressione e l'intensità semantica delle parole, che vengono caricate di significati, adottando più sensi. In questo modo, il linguaggio appare frequentemente polisemico. Il concettismo opera con i significati delle parole e con le relazioni ingegnose tra esse. Le sue risorse formali più frequenti sono l'ellissi, lo zeugma, la polisemia, l'antitesi, l'equivoco, il paradosso, la paronomasia.
Allo stesso modo del cultismo o del gongorismo, il concettismo propone come valore estetico, interamente in linea con l'estetica manierista e barocca, la difficoltà del linguaggio letterario, che mira a depurarsi in modo da distinguersi dalla lingua ereditata dal Rinascimento, percependola come volgare. Risulta dunque un'evoluzione verso un'arte intellettuale preconizzata dal manierismo che marca l'esaurimento dei modelli classici della prosa e della versificazione stabilita dal Rinascimento. L'instaurazione di nuovi canoni estetici prescritti dalla Controriforma nel Concilio di Trento, ha ugualmente giocato un ruolo importante.
La differenza dell'estetica concettista dal cultismo che, procedendo dall'amplificazione di un minimum di pensiero a un maximum di forma labirintica che impressiona e disorienta i sensi, si esercita principalmente attraverso la versificazione; il concettismo sceglie, col fine di complicare il suo messaggio, di concentrare un maximum di pensiero in un minimum di forma e opta prioritariamente per la prosa.
I concettisti, con i loro eccessi, provocheranno, da parte dei cultisti, uno stile caratterizzato da una proliferazione di metafore strambe, i pointes, i giochi di parola puramente ornamentali, e perfino i calembour, ed è portato fino all'incandescenza dal poeta Góngora, il grande personale rivale  di Quevedo; una replica che si aggiungerà ancora alla confusione, fatale al buon gusto, nella quale cade la letteratura spagnola del XVII secolo.
Machado si è mostrato molto critico verso la mancanza di sostanza tanto nel cultismo che nel concettismo, che furono da lui definiti come una doppia espressione di una medesima indigenza.